# Agelasta mixta
Agelasta mixta là một loài bọ cánh cứng trong họ Cerambycidae.